# Plesicowate
Plesicowate (Veliidae) – rodzina pluskwiaków różnoskrzydłych z infrarzędu półwodnych i nadrodziny Gerroidea.

## Opis
Ciało drobne i stosunkowo krępe. Wzdłuż ciemienia biegnie bruzdka lub gładka linia. Odnóża przednie umieszczone dość blisko środkowych. Pazurki zlokalizowane przed końcami stóp. Zazwyczaj przed podstawą odnóży tylnych uchodzą boczne przewody gruczołów zapachowych. Powszechny dymorfizm skrzydłowy.

## Biologia i ekologia
Owady drapieżne, żyjące na powierzchni wody.

## Rozprzestrzenienie
Występują na wszystkich kontynentach. W Polsce występują 4 gatunki z 2 rodzajów.

## Systematyka
Do rodziny tej należy 5 podrodzin oraz 2 rodzaje o nieustalonej przynależności:
- Haloveliinae
- Microveliinae China et Usinger, 1949
- Perittopinae
- Rhagoveliinae
- Veliinae Brullé, 1836
- incertae sedis
  - Fijivelia Polhemus et Polhemus, 2006
  - Haloveloides Andersen, 1992